# Seefeld (Oberbayern)
Seefeld ist eine Gemeinde im westlichen Landkreis Starnberg (Oberbayern). Das Dorf Seefeld liegt am nördlichen Ufer des Pilsensees und etwa 14 Kilometer westlich der Kreisstadt Starnberg.

## Gemeindegliederung
Es gibt 10 Gemeindeteile (in Klammern ist der Siedlungstyp angegeben):
- Delling (Gut)
- Drößling (Kirchdorf)
- Ettenhofen (Einöde)
- Güntering (Dorf)
- Hechendorf am Pilsensee (Pfarrdorf)
- Meiling (Kirchdorf)
- Oberalting (Pfarrdorf)
- Seefeld (Dorf)
- Tiefenbrunn (Gut)
- Unering (Kirchdorf)

Es gibt die Gemarkungen Drößling, Hechendorf a.Pilsensee, Meiling, Oberalting-Seefeld und Unering.

## Geschichte

### Bis zur Gemeindefusion
Seefeld fand seine Bedeutung als Sitz der Grafen von Toerring. Am 8. Juli 1952 wurde der Name der Gemeinde Oberalting amtlich in Oberalting-Seefeld geändert.
In ihrer heutigen Form existiert die Gemeinde seit dem 1. Januar 1978. Im Zuge der kommunalen Neuordnung Bayerns wurden die Gemeinden Oberalting-Seefeld, Hechendorf am Pilsensee und Meiling zur neuen Gemeinde Seefeld zusammengelegt. Zuvor wurden bereits die Gemeinden Drößling und Unering am 1. Juli 1972 nach Oberalting-Seefeld eingemeindet.

### Einwohnerentwicklung
Zwischen 1988 und 2018 wuchs die Gemeinde von 5969 auf 7434 um 1465 Einwohner bzw. um 24,5 %.
| Jahr | Einwohner |
| ---- | --------- |
| 1961 | 2928      |
| 1970 | 3897      |
| 1987 | 5820      |
| 1991 | 6332      |
| 1995 | 6470      |
| 2005 | 7102      |
| 2010 | 7039      |
| 2015 | 7333      |
| 2020 | 7468      |
| 2022 | 7694      |
| 2023 | 7768      |

## Politik

### Bürgermeister
Erster Bürgermeister ist seit dem 1. Mai 2020 Klaus Kögel (CSU). Sein Vorgänger war Wolfram Gum (CSU), der das Amt seit 1990 innehatte.

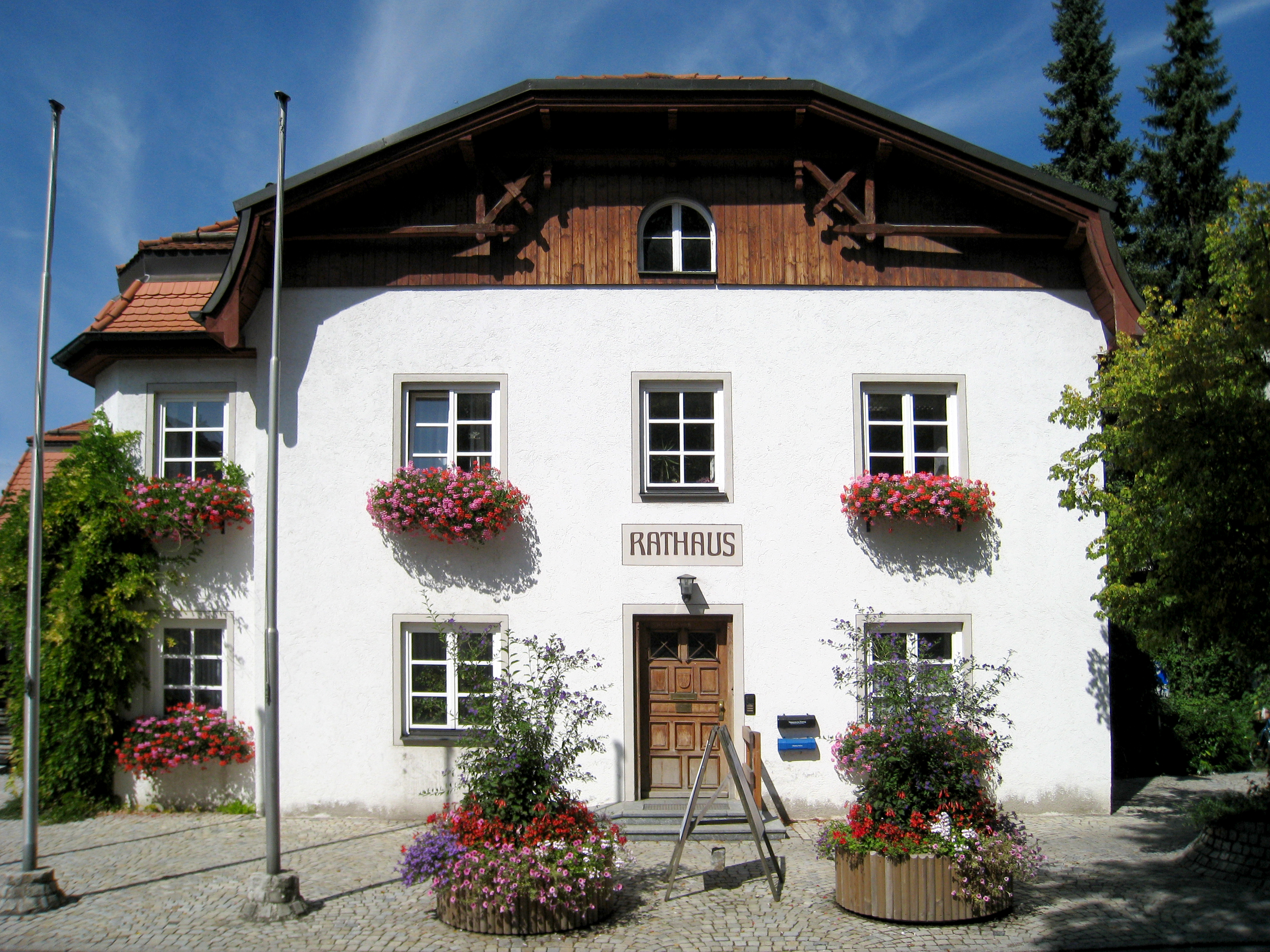
Altes Rathaus der Gemeinde Seefeld

### Gemeinderat
|  | Gemeinderatswahl Seefeld 2020Wahlbeteiligung: 67,2 % 3020100 25,323,119,916,19,26,4 Grüne/BIaFWGCSUBVSdSPDFDPGewinne und Verlusteim Vergleich zu 2014 %p 14 12 10 8 6 4 2 0 −2 −4 −6 −8−10−12−14+13,4+1,7−13,4+4,9−4,3−2,4Grüne/BIFWGCSUBVSSPDFDPAnmerkungen:a Bündnis 90/Die Grünen/Bürgerinitiative Eichenallee; 2014: Grüne alleined Bürgerverein Seefeld | Sitzverteilung im Gemeinderat Seefeld 2020Insgesamt 20 Sitze - SPD: 2 - Grüne/BI: 5 - BVS: 3 - FWG: 5 - FDP: 1 - CSU: 4 |

| Jahr | CSU | SPD | Grüne + BI | FDP | BVS | FWG | gesamt | Wahlbeteiligg. |
| ---- | --- | --- | ---------- | --- | --- | --- | ------ | -------------- |
| 2020 | 4   | 2   | 5          | 1   | 3   | 5   | 20     | 67,2 %         |
| 2014 | 7   | 3   | 2          | 2   | 2   | 4   | 20     | 58,3 %         |
| 2008 | 7   | 2   | 2          | 2   | 3   | 4   | 20     | 66,3 %         |
| 2002 | 7   | 3   | 0          | 2   | 4   | 4   | 20     | 64,2 %         |

BI = Bürgerinitiative Eichenallee (Bei der Wahl 2020 traten die Grünen zusammen mit der Bürgerinitiative Eichenallee in einer gemeinsamen Liste an.)
BVS = Bürgerverein Seefeld
FWG = Freie Wählergemeinschaft Seefeld
Im Jahr 2008 traten zwei CSU-Mitglieder aus Unzufriedenheit mit der CSU-Staatsregierung (u. a. wegen der Erweiterung von Betriebsgenehmigungen für den Sonderflugplatz Oberpfaffenhofen) aus der CSU aus, bildeten jedoch eine Fraktionsgemeinschaft mit ihren ehemaligen Parteifreunden.

### Gemeindesteuern
Die Gemeindesteuereinnahmen betrugen im Jahr 2021 18.095.500 Euro, davon betrugen die Gewerbesteuereinnahmen 8.700.000 Euro.

### Wappen
|                         | Blasonierung: „Unter dreimal von Rot und Gold gespaltenem Schildhaupt in Silber eine eingeschweifte blaue Spitze, darin ein goldenes Kleeblatt; vorne eine rote heraldische Rose mit goldenem Butzen, hinten nebeneinander zwei pfahlweise gestellte schwarze Rauten.“ |
| Wappenführung seit 1981 | |

### Gemeindepartnerschaften
Mit Gossensaß in Südtirol besteht eine Gemeindepartnerschaft.

## Wirtschaft und Infrastruktur

### Wirtschaft
Im Jahr 2022 erzielte Seefeld Einnahmen aus der Gewerbesteuer in Höhe von 11,15 Millionen Euro. Mit einem Gewerbesteuerhebesatz von 320 % zählt die Gemeinde zu den steuerlich attraktiven Standorten Deutschlands. Seefeld ist etwa steuerlich deutlich günstiger als die Landeshauptstadt München (Gewerbesteuerhebesatz 490 %).
Es gab 2021 nach der amtlichen Statistik  im Bereich der Land- und Forstwirtschaft 26, im produzierenden Gewerbe 2149, im Bereich Handel und Verkehr 275, im Bereich Unternehmensdienstleister 401 und im Bereich öffentliche und private Dienstleister 513 sozialversicherungspflichtig Beschäftigte am Arbeitsort.
Sozialversicherungspflichtig Beschäftigte am Wohnort gab es insgesamt 2926.
Im verarbeitenden Gewerbe gab es zwei Betriebe, im Bauhauptgewerbe zehn Betriebe. Im Jahr 2020 bestanden zudem 28 landwirtschaftliche Betriebe. Im Jahr 2020 gab es eine landwirtschaftlich genutzte Fläche von 1345 ha, darunter waren 811 ha Ackerfläche und 534 ha Dauergrünfläche.
Die größten Unternehmen in Seefeld sind die Firmen Solventum (Spin-off von 3M) und die TQ-Group.

### Verkehr
Seit 1903 verläuft die Bahnstrecke Pasing–Herrsching durch Hechendorf. Der Bahnhof Seefeld-Hechendorf ist seit 1972 eine Station der S-Bahn München, er wird durch die Linie S8 von Herrsching zum Flughafen München bedient.
| Linie | Linienverlauf |
| ----- | --- |
| S8    | Herrsching – Seefeld-Hechendorf – Steinebach – Weßling – Neugilching – Gilching-Argelsried – Geisenbrunn – Germering-Unterpfaffenhofen – Harthaus – Freiham – Neuaubing – Westkreuz – Pasing – Laim – Hirschgarten – Donnersbergerbrücke – Hackerbrücke – Hauptbahnhof – Karlsplatz (Stachus) – Marienplatz – Isartor – Rosenheimer Platz – Ostbahnhof – Leuchtenbergring – Daglfing – Englschalking – Johanneskirchen – Unterföhring – Ismaning – Hallbergmoos – Flughafen Besucherpark – Flughafen München |

### ÖPNV
Seefeld wird durch mehrere Regionalbuslinien des Münchner Verkehrs- und Tarifverbund (MVV) nach Fürstenfeldbruck, Weßling, Andechs, Herrsching und Starnberg angebunden.
| Linie | Linienverlauf                                                                               | Verkehrsunternehmen |
| ----- | ------------------------------------------------------------------------------------------- | ------------------- |
| 820   | Seefeld-Hechendorf – Inning – Grafrath – Buchenau – Fürstenfeldbruck, Schöngeisinger Straße | Amperbus GmbH       |
| 923   | GP Inning/Wörthsee – Steinebach – Weßling – ESPE/3M – Steinebach                            | Geldhauser          |
| 924   | Ortsverkehr Seefeld-Hechendorf                                                              | Geldhauser          |
| 928   | Andechs, Kloster – Seefeld-Hechendorf – Steinebach – Walchstadt                             | Geldhauser          |
| 950   | Herrsching – Frieding – Oberalting – Starnberg Nord                                         | Geldhauser          |

## Kultur und Sehenswürdigkeiten
Bedeutendstes Bauwerk im Hauptort ist das Gräflich Toerring’sche Schloss, das 1302 erstmals als Feste Schloßberg erwähnt wurde und im 18. Jahrhundert seine heutige barocke Form erhielt. Im Gemeindeteil Unering befindet sich die katholische Filialkirche St. Martin, ein Zentralbau des Rokoko, erbaut um 1732 von Johann Michael Fischer.
Die Kirche St. Peter und Paul liegt im Gemeindeteil Oberalting, direkt am Marienplatz. Es handelt sich um ein barockisiertes spätgotisches Gebäude mit einer Geschichte, die rund 1200 Jahre zurückreicht. Die erstmals im 14. Jahrhundert urkundlich erwähnte Pfarrkirche St. Michael im Ortsteil Hechendorf ist ein Chorturmanlage und wurde 1772 barockisiert.

Sehenswürdigkeiten
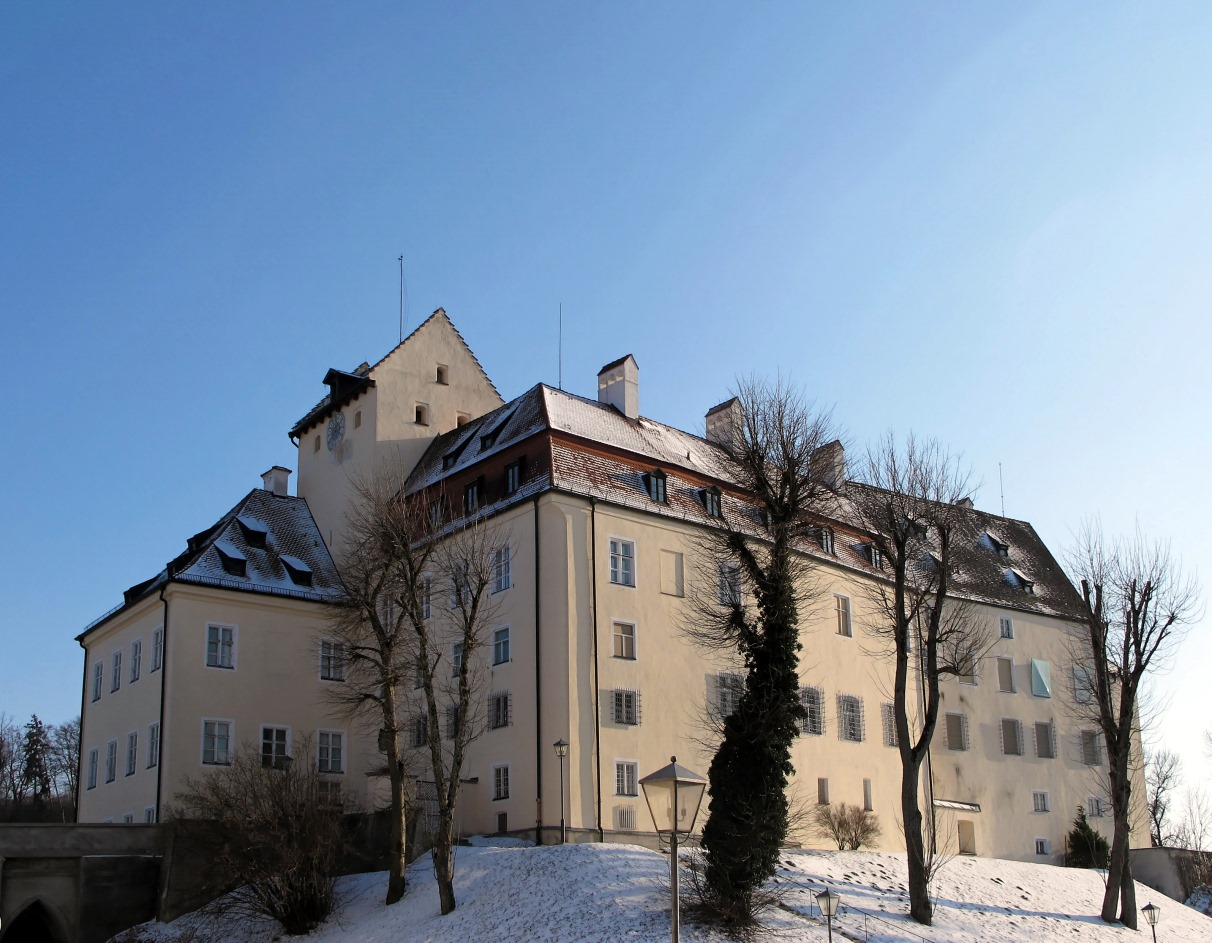
Schloss Seefeld
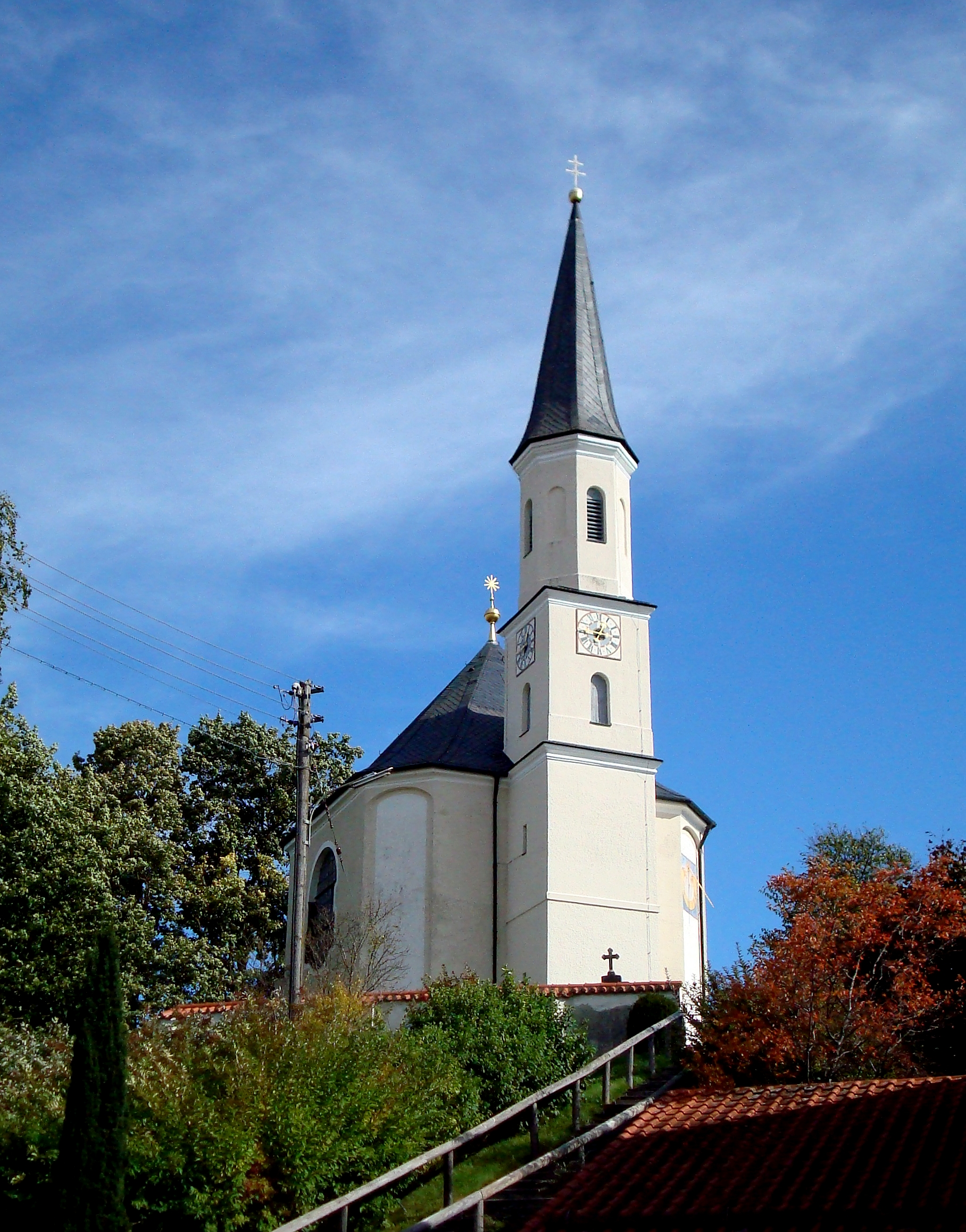
St. Martin in Unering
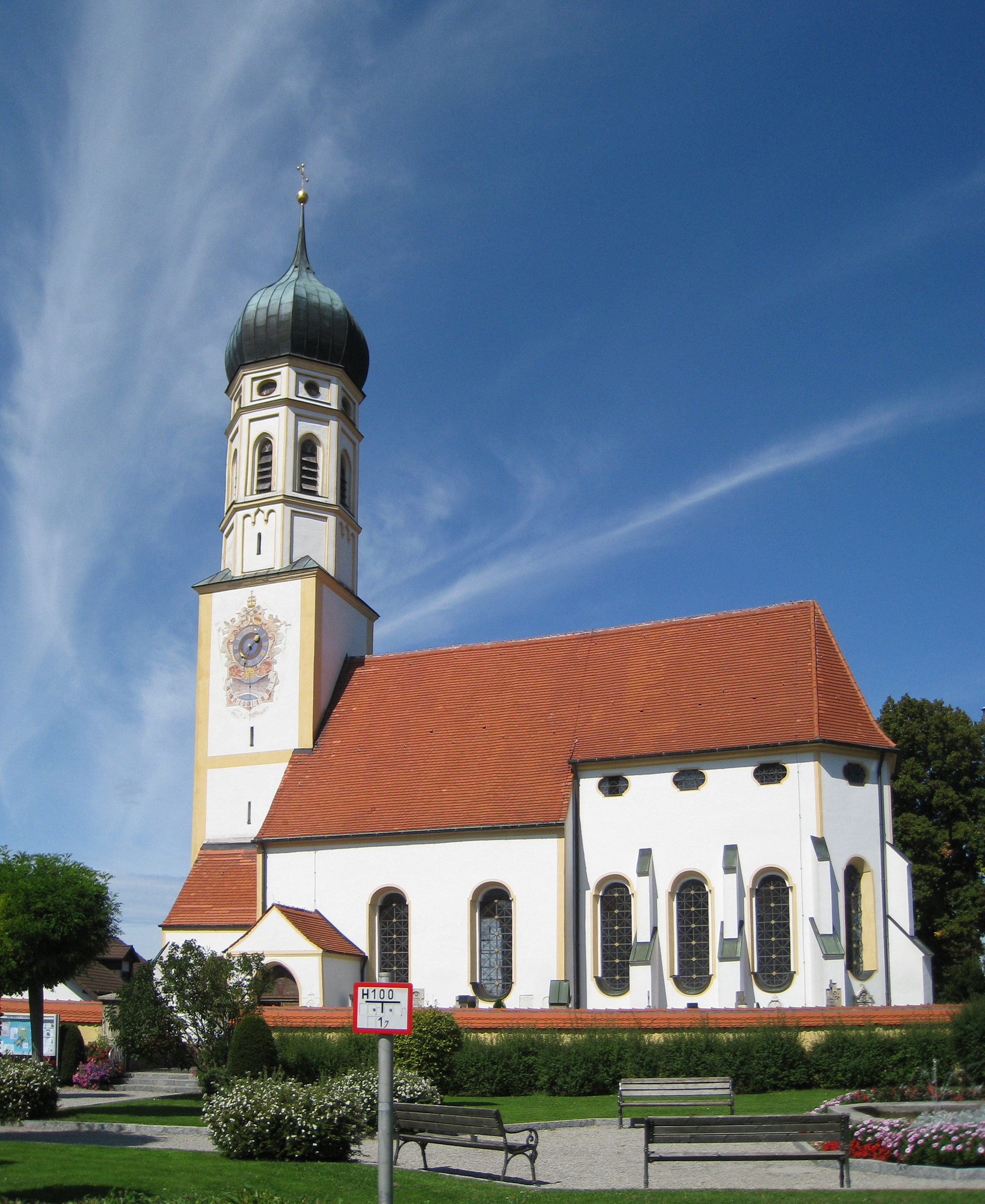
St. Peter und Paul in Seefeld, Gemeindeteil Oberalting
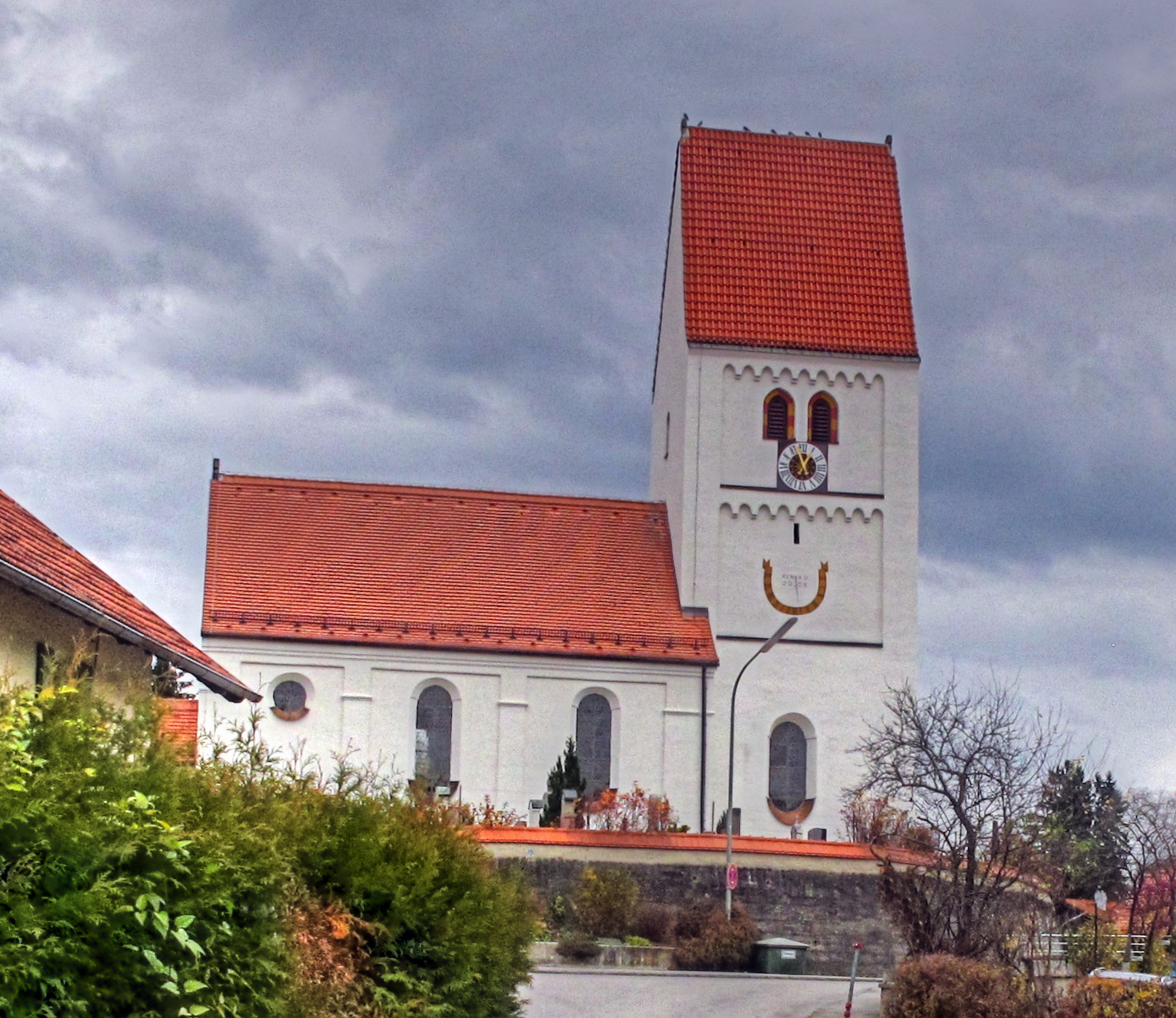
St. Michael in Hechendorf

## Persönlichkeiten
- Placidus Scharl (1731–1814), Mönch des Klosters Andechs, Professor an der Benediktineruniversität Salzburg und Dramaturg, geboren in Seefeld.
- Julius Anton Beck (1852–1920), Schriftsteller, starb am 15. März 1920 in Seefeld/Hechendorf.
- Franz Joseph Esser (1891–1964), Maler, Aquarellist, Karikaturist, Zeichner und Grafiker, starb am 18. Juni 1964 in Seefeld.
- Gert Heidenreich (* 1944), Schriftsteller, lebt seit 1993 in Seefeld.
- Karl Heinz Metz (* 1946), Historiker und Hochschullehrer, in Seefeld geboren.
- Wolfgang Krebs (* 1966), Kabarettist, in Seefeld geboren.
- Johannes Steck (* 1966), Schauspieler, lebt und arbeitet in Seefeld.